# Grêmio Esportivo Catanduvense
Grêmio Esportivo Catanduvense foi um clube brasileiro de futebol da cidade de Catanduva, no estado de São Paulo, fundado em 5 de fevereiro de 1970.

## História
O time adotou inicialmente as cores azul e branco no uniforme. Foram dezenove anos disputando a Segunda Divisão (atual Série A2), até que, em 1988, o time conquistou o acesso à primeira divisão do futebol paulista, imediatamente mudando a cor de seu uniforme. A partir dali, o clube adotou as cores da primeira equipe da cidade, o vermelho e branco do Catanduva Esporte Clube. Foi o auge do futebol de Catanduva na história. O Catanduvense chegou à elite ao ser vice-campeão da Segundona de 1988, ganhando do Rio Preto com um gol do atacante Roberto Carlos (atacante) e ficando atrás apenas do Bragantino de Vanderlei Luxemburgo.
Antes disso, fora campeão da mesma categoria em 1974 e vice-campeão em 1975, dois anos em que não houve promoção à elite. Em 1980, chegou perto do acesso, ao ficar com o vice-campeonato (perdeu a decisão para o São José), porém teve de disputar a repescagem contra a Francana, vice-lanterna da primeira divisão, e perdeu as duas partidas em campo neutro, por 4 a 1 e por 2 a 1 — antes dos confrontos, dirigentes do Catanduvense chegaram a acusar a Francana de suborno.
Na primeira temporada entre os grandes, o Catanduvense não foi tão mal: terminou o Paulistão de 1989 no 17º lugar entre os 22 clubes disputantes. Foram sete vitórias, quatro empates e dez derrotas. O ano de 1989 pode ser considerado o melhor da história do clube. Foi nessa temporada que o clube colheu dois de seus resultados mais significativos: 2 a 1 sobre o Corinthians, em Catanduva, e sobre o Santos, na Vila Belmiro. Foi também em 1989 que o Catanduvense disputou o Série B, ao lado de Botafogo de Ribeirão Preto e América de São José do Rio Preto.
Em 1989, a cidade vivia o clima de festa, mas as dívidas foram se acumulando com os altos valores para se manter uma equipe numa competição acirrada como a elite do futebol de São Paulo. Em 1990, foi o último colocado do Campeonato Paulista, mas não desceu à Divisão Intermediária pela ausência de rebaixamento. Em 1993, atolado em dívidas, o Grêmio Esportivo Catanduvense foi extinto.

## Títulos
- Campeonato Paulista - Série A2: 1974

## Estatísticas

### Participações
| Competição | Competição          | Temporadas | Melhor campanha     | Anos      | A | R |
| São Paulo  | Campeonato Paulista | 5          | 15º colocado (1989) | 1989-1993 | – | 1 |
| São Paulo  | Série A2            | 19         | Campeão (1974)      | 1970-1988 | 1 | – |
| Brasil     | Série B             | 1          | 26º colocado (1989) | 1989      | – | – |